# Mitchell Browne
Mitchell Browne (ur. 1 czerwca 1966) – lekkoatleta, pochodzący z Antigui i Barbudy, specjalizujący się w biegach sprinterskich.
Reprezentował swój kraj na sztafecie 4×400 metrów na Letnich Igrzyskach Olimpijskich 1996, zajmując 6. miejsce.